# 賈思伯
賈思伯（か しはく、468年 - 525年）は、北魏の儒学者・官僚・軍人。字は士休。本貫は斉郡益都県。

## 経歴
奉朝請を初任とし、太子歩兵校尉・中書舎人をつとめ、中書侍郎に転じた。孝文帝の知遇を得て、その征戦に従った。
宣武帝が即位すると、思伯は侍従をつとめて、輔国将軍の号を受けた。景明4年（503年）、任城王元澄が鍾離を包囲すると、思伯は持節としてその軍司をつとめた。元澄が敗れて撤退すると、思伯はその殿軍をつとめた。元澄は思伯を儒者とみなしていたので、必ずや死ぬだろうといった。思伯が無事にやってくると、元澄は大喜びして「仁者は必ず勇ありというのは、いつもほら話だと言ってきたが、いま軍司が仁者の勇を見せてくれた」といった。後に思伯は河内郡太守とされたが、受けなかった。まもなく鴻臚少卿に任じられた。正始3年（506年）、母が死去したため、辞職して喪に服した。喪が明けると、召し出されて滎陽郡太守となり、治績を挙げた。征虜将軍・南青州刺史に転じた。かつて思伯と弟の賈思同は北海郡の陰鳳に師事して学業を受けたが、陰鳳に支払う報酬がなかったため、陰鳳が兄弟の衣物を質に入れたことがあった。思伯が南青州に出向すると、百匹の絹布を陰鳳に送り、車馬を立てて旧師を迎えようとした。陰鳳は恥じ入って行かず、当時の人は思伯の行いに感心した。まもなく父が死去したため、辞職して喪に服した。後に征虜将軍・光禄少卿となり、左将軍・兗州刺史に転じた。
孝明帝のとき、洛陽に召還されて給事黄門侍郎となった。墓掃除の暇乞いをして、郷里に帰った。墓参りをしないうちに、風聞により免官された。まもなく右将軍・涼州刺史に任じられた。思伯は涼州が辺遠に位置していることから出向を喜ばず、息子と娘が未婚であることを理由に辞退した。霊太后は許さなかったが、舎人の徐紇が助言したため、太尉長史として洛陽にとどまることができた。さらに安東将軍・廷尉卿に任じられた。まもなく衛尉卿に転じた。
ときに明堂を建てる議論が起こると、学者たちの意見には相違が多かった。思伯は明堂についての議論を引きながら、鄭玄の明堂五室の説を支持し、戴徳の九室の言や蔡邕の廟学の議や子幹の霊台の説や裴逸の一屋の論といった諸説を退けた。
また思伯は太常卿に転じ、度支尚書を兼ねた。正式な都官尚書に転じた。ときに太保の崔光は自身の病が重かったことから、上表して思伯を侍講に、中書舎人の馮元興を侍読に推薦した。思伯は宮中に入って孝明帝に『杜氏春秋』を講義した。孝昌元年7月16日（525年8月20日）、洛陽懐仁里で死去した。享年58。鎮東将軍・青州刺史の位を追贈された。さらに尚書右僕射の位を贈られた。諡は文貞といった。

## 家族
- 伯父：賈元寿（孝文帝のときに中書侍郎となり、学問と品行で知られた）[1][2]
- 父：賈道最（州主簿・州中正・斉郡太守）
- 妻：劉静憐（484年 - 541年）
- 弟：賈思同（字は士休）[10][11]
- 子：賈彦始（東魏の武定年間に淮陽郡太守）[8][12]

## 伝記資料
- 『魏書』巻72 列伝第60
- 『北史』巻47 列伝第35
- 魏故散騎常侍尚書右僕射使持節鎮東将軍青州使君賈君墓誌銘（賈思伯墓誌）
- 魏故鎮東将軍兗州刺史尚書右僕射文貞賈公夫人劉氏墓誌銘（劉静憐墓誌）